# NGC 3906
NGC 3906 is een balkspiraalstelsel in het sterrenbeeld Grote Beer. Het hemelobject werd op 9 maart 1788 ontdekt door de Duits-Britse astronoom William Herschel.

## Synoniemen
- UGC 6797
- MCG 8-22-12
- ZWG 243.11
- IRAS 11469+4842
- PGC 36953